# Leonardo Sarto
Leonardo Sarto (Zevio, 15 de enero de 1992) es un jugador de rugby italiano, que juega de ala para la selección de rugby de Italia y para el Rovigo Delta en el Campeonato Italiano de Rugby.
Su debut con la selección de Italia se produjo en un partido contra Escocia en Pretoria el 22 de junio de 2013, anotó su primer ensayo, perdiendo el partido por un estrecho margen 29-30. En 2014, Sarto debutó en su primer Campeonato de las Seis Naciones, anotando dos ensayos, uno contra Irlanda y otro contra Inglaterra.
Seleccionado para la Copa del Mundo de Rugby de 2015, Sarto anotó un ensayo en la victoria de su equipo sobre Rumanía 32-22.